# Johan Mattsson (ishockeymålvakt)
Johan Mattsson, född 25 april 1992 i Huddinge församling, är en svensk professionell ishockeymålvakt som säsongen 2017/2018 ska representera Frölunda HC i SHL. 
Mattsson har moderklubb Huddinge IK men representerade Södertälje SK som junior. Han var den sista spelaren som valdes i 2011 års NHL Entry Draft när han plockades i den sjunde omgången av Chicago Blackhawks som 211:e spelare totalt. Sudbury Wolves i Ontario Hockey League (OHL) draftade sedan Mattsson som deras första spelare, och 19:e spelare totalt, i Canadian Hockey League Import Draft. Efter att ha deltagit vid Blackhawks träningsläger, återvände Mattsson till Wolves för att starta OHL-säsongen 2011/2012.
Mattsson deltog i junior-VM 2012, där han vann guld med Sverige. Som tredjemålvakt bakom Johan Gustafsson och Anton Forsberg spelade han dock inga matcher.
Inför säsongen 2012/13 flyttade han till Tri-City Storm i den amerikanska juniorligan United States Hockey League (USHL). Den 22 maj 2013 kom Mattsson att återvända till Sverige och skrev ett tvåårskontrakt med Djurgården Hockey, som han sedan var med att ta upp till SHL.
För att få speltid lånades Mattsson den 9 juni 2014 ut på ett säsongslångt lån till IF Björklöven.
27 april 2015 tillkännagav Timrå IK att de kontrakterat Mattsson inför säsongen 2015/2016.
20 april 2017 meddelade Frölunda HC att de kontraktrerat Mattsson inför säsongen 2017/2018. 